# Équipe cycliste Gazprom-RusVelo

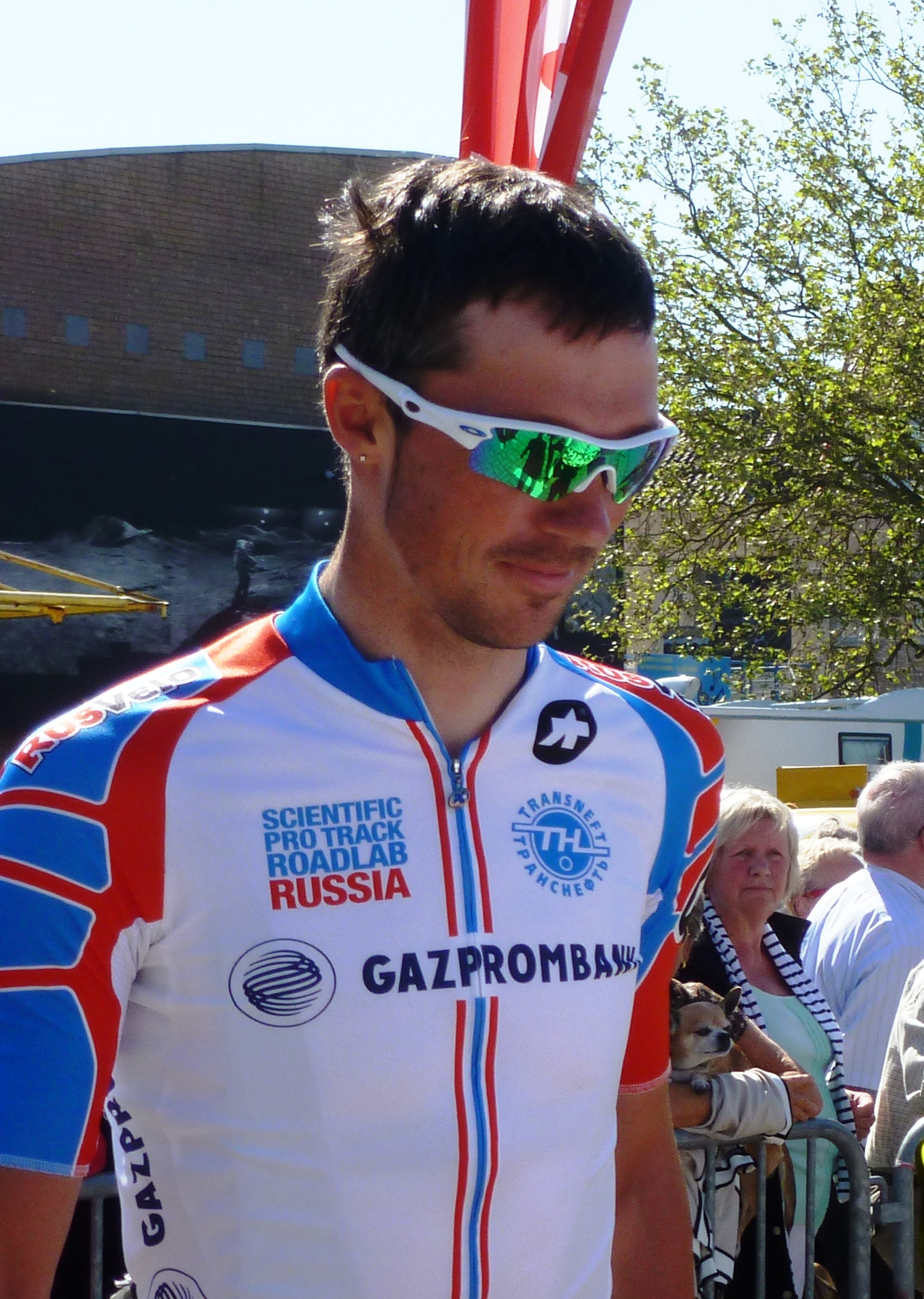
Alexander Serov avec le maillot de l'équipe.

L'équipe cycliste Gazprom-RusVelo est une équipe de cyclisme professionnelle sur route. Enregistrée comme équipe russe auprès de l'Union cycliste internationale, elle a son siège à Zurich, en Suisse. Elle est créée en 2012 et a obtenu le statut d'UCI ProTeam. Ce statut lui a néanmoins été retiré le 1er mars 2022, à la suite de l'invasion russe en Ukraine, au titre de sanctions de la part de l'UCI envers plusieurs équipes russes et biélorusses.

## Encadrement de l'équipe
Durant sa première année, les équipes masculine et féminine Rusvelo ont pour manager Heiko Salzwedel, qui en dirige également l'entraînement.
Les directeurs sportifs de l'équipe sont Egon van Kessel, Viatcheslav Ekimov, Viktor Ivanov, Andreas Lang, Henk Vogels et Hagen Bernutz.
En octobre 2012, Heiko Salzwedel est remplacé à la tête de l'équipe par Renat Khamidulin. Salzwedel reste entraîneur. De nouveaux directeurs sportifs sont recrutés en fin d'année. L'équipe est dirigée en 2013 par Nikolai Morozov, Sergueï Ivanov, Serhiy Honchar et Alexei Markov.

## Sponsors
L'équipe RusVelo est sponsorisée à sa création par Novikombank, Gazprombank, Transneft et Sberbank. La société Russian helicopters est également sponsor de l'équipe en 2013.
En mars 2022, la licence des équipes a été révoquée par l'UCI à la suite de l'invasion russe de l'Ukraine. Le même jour, le fabricant de vélos Look et le fournisseur de roues Corima ont tous deux annoncé l'annulation de leur parrainage de l'équipe.

## Histoire de l'équipe
Les équipes féminine et masculine RusVelo sont créées en 2012, dans le cadre du Russian global cycling project, projet de développement du cyclisme russe lancé par la fédération de cyclisme russe.
L'équipe est suspendue en mars 2022 en raison de l'invasion russe en Ukraine. Il s'agit de la seule formation ayant le statut d'UCI ProTeam à connaître cette sanction. Son directeur annonce fin mars être à la recherche d'un nouveau sponsor. Ses 21 coureurs dont neuf russes et sept italiens se retrouvent au chômage. Les italiens courent un temps sous le maillot de l'Italie dans des épreuves du calendrier national. La majorité des coureurs retrouvent toutefois une équipe dans les mois suivants. Le tchèque Michael Kukrle est le premier à retrouver un contrat en signant fin mars dans la continentale Elkov-Kasper. Du côté italien, Nicola Conci s'engage également en continentale avec Alpecin-Fenix Development Team et Matteo Malucelli avec les chinois de China Glory. Alessandro Fedeli court pour Eolo-Kometa, Giovanni Carboni pour Kern Pharma tandis que Christian Scaroni et Andrea Piccolo montent en World Tour respectivement chez Astana et EF Education. José Manuel Díaz passe chez Burgos-BH, le norvégien Eirik Lunder retourne chez Coop et Mathias Vacek, auteur de la dernière victoire de l'équipe lors du Tour des Émirats arabes unis, devient stagiaire chez Trek. Le costaricien Kevin Rivera est le seul à être contraint de retourner courir en amateur. La situation est plus complexe pour les coureurs russes, quatre d'entre eux restant sans activité, seul Artem Nych s'engage dans l'équipe continentale portugaise Glassdrive en 2023.
L'italien Marco Canola et les russes Pavel Kochetkov, Ivan Rovny, Dmitry Strakhov et Ilnur Zakarin mettent un terme à leur carrière.

## Dopage
Le 17 mars 2013, Valery Kaykov est le premier coureur à être contrôlé positif à la molécule GW1516 qui améliore l'endurance. Il est suspendu deux ans,.
Trois mois plus tard, Artem Ovechkin, Roman Maikin et Andrey Solomennikov sont contrôlés positifs au fénotérol lors des championnats nationaux de 2013 et suspendus six mois. Après trois tests positifs provoqués par des médicaments prescrits par le médecin de l'équipe Sergei Liakhov, la Fédération russe le suspend pour deux ans et l'équipe RusVelo annonce qu'elle met fin à son contrat.
À la suite de l'apparition de quatre cas positifs lors de la saison 2013, l'équipe en tant que membre du Mouvement pour un cyclisme crédible s'auto-suspend pendant huit jours du 13 au 21 juillet 2013.
Le 9 juin 2015, l'Union cycliste internationale annonce que Petr Ignatenko a fait l'objet d'un contrôle positif à l'hormone de croissance le 8 avril 2015. Il est provisoirement suspendu en attendant une issue apportée par la fédération nationale et la décision de la Commission Antidopage de l'UCI et du Tribunal arbitral du sport avant d'être retiré de l'effectif à partir de 16 juin 2015. Le 17 février 2016, il est suspendu 3 ans et 9 mois par l'UCI, soit jusqu'au 7 mars 2019,.

## Principales victoires

### Sur les grands tours
- Tour d'Italie
  - 2 participations (2016, 2017)
  - 1 victoire d'étape :
    - 1 en 2016 : Alexander Foliforov

  - Meilleur classement : 30e en 2016 (Sergey Firsanov)

### Course par étapes
- Tour d'Azerbaïdjan : Ilnur Zakarin (2014)
- Semaine internationale Coppi et Bartali : Sergey Firsanov (2016)

### Championnats nationaux
- Championnats de Russie sur route : 6
  - Course en ligne : 2021 (Artem Nych)
  - Contre-la-montre : 2013 (Ilnur Zakarin) et 2015 (Artem Ovechkin)
  - Course en ligne espoirs : 2015 et 2016 (Artem Nych)
  - Contre-la-montre espoirs : 2015 (Alexander Evtushenko)

## Classements UCI
L'équipe participe aux circuits continentaux et principalement à des épreuves de l'UCI Europe Tour. Les tableaux ci-dessous présentent les classements de l'équipe sur les différents circuits, ainsi que son meilleur coureur au classement individuel.
UCI America Tour
| UCI America Tour | UCI America Tour       | UCI America Tour                          | UCI America Tour |
| Année            | Classement par équipes | Meilleur coureur au classement individuel |                  |
| ---------------- | ---------------------- | ----------------------------------------- | ---------------- |
| 2012             | 35e                    | Ivan Rovny (126e)                         |                  |
| 2014             | 28e                    | Timofey Kritskiy (244e)                   |                  |
|                  |                        |                                           |                  |
| Source : UCI     |                        |                                           |                  |

UCI Asia Tour
| UCI Asia Tour | UCI Asia Tour          | UCI Asia Tour                             | UCI Asia Tour |
| Année         | Classement par équipes | Meilleur coureur au classement individuel |               |
| ------------- | ---------------------- | ----------------------------------------- | ------------- |
| 2012          | 19e                    | Artur Ershov (55e)                        |               |
| 2013          | 32e                    | Leonid Krasnov (28e)                      |               |
| 2014          | 38e                    | Sergueï Lagoutine (117e)                  |               |
| 2015          | 30e                    | Ivan Savitskiy (43e)                      |               |
| 2016          | 48e                    | Roman Maikin (111e)                       |               |
| 2021          | -                      | Anton Kuzmin (41e)                        |               |
|               |                        |                                           |               |
| Source : UCI  |                        |                                           |               |

UCI Europe Tour
| UCI Europe Tour | UCI Europe Tour        | UCI Europe Tour                           | UCI Europe Tour |
| Année           | Classement par équipes | Meilleur coureur au classement individuel |                 |
| --------------- | ---------------------- | ----------------------------------------- | --------------- |
| 2012            | 22e                    | Sergey Firsanov (18e)                     |                 |
| 2013            | 28e                    | Leonid Krasnov (106e)                     |                 |
| 2014            | 8e                     | Ilnur Zakarin (9e)                        |                 |
| 2015            | 6e                     | Ivan Savitskiy (30e)                      |                 |
| 2016            | 14e                    | Sergey Firsanov (53e)                     |                 |
| 2017            | 31e                    | Alexander Porsev (287e)                   |                 |
| 2018            | 23e                    | Aleksandr Vlasov (206e)                   |                 |
| 2019            | 15e                    | Aleksandr Vlasov (89e)                    |                 |
| 2020            | 19e                    | Simone Velasco (208e)                     |                 |
| 2021            | 11e                    | Simone Velasco (116e)                     |                 |
| 2022            | 15e                    | Mathias Vacek (149e)                      |                 |
|                 |                        |                                           |                 |
| Source : UCI    |                        |                                           |                 |

UCI Oceania Tour
| UCI Oceania Tour | UCI Oceania Tour       | UCI Oceania Tour                          | UCI Oceania Tour |
| Année            | Classement par équipes | Meilleur coureur au classement individuel |                  |
| ---------------- | ---------------------- | ----------------------------------------- | ---------------- |
| 2012             | 16e                    | Alexander Serov (49e)                     |                  |
| 2017             | 19e                    | Pavel Brutt (78e)                         |                  |
|                  |                        |                                           |                  |
| Source : UCI     |                        |                                           |                  |

Depuis 2016, l'équipe est également classée au Classement mondial UCI qui prend en compte toutes les épreuves UCI et concerne toutes les équipes UCI.
| Classement mondial | Classement mondial     | Classement mondial                        | Classement mondial |
| Année              | Classement par équipes | Meilleur coureur au classement individuel |                    |
| ------------------ | ---------------------- | ----------------------------------------- | ------------------ |
| 2016               | -                      | Sergey Firsanov (150e)                    |                    |
| 2017               | -                      | Alexander Porsev (520e)                   |                    |
| 2018               | -                      | Aleksandr Vlasov (366e)                   |                    |
| 2019               | 34e                    | Aleksandr Vlasov (108e)                   |                    |
| 2020               | 40e                    | Simone Velasco (253e)                     |                    |
| 2021               | 30e                    | Simone Velasco (136e)                     |                    |
| 2022               | 35e                    | Mathias Vacek (182e)                      |                    |
|                    |                        |                                           |                    |
| Source : UCI       |                        |                                           |                    |

## Gazprom-RusVelo en 2022
| Cycliste                 | Date de naissance | Nationalité | Équipe 2021                 |
| ------------------------ | ----------------- | ----------- | --------------------------- |
| Marco Canola             | 26/12/1988        | Italie      | Gazprom-RusVelo             |
| Giovanni Carboni         | 31/08/1995        | Italie      | Bardiani CSF Faizanè        |
| Nikolay Cherkasov        | 26/09/1996        | Russie      | Gazprom-RusVelo             |
| Sergei Chernetski        | 09/04/1990        | Russie      | Gazprom-RusVelo             |
| Nicola Conci             | 05/01/1997        | Italie      | Trek-Segafredo              |
| José Manuel Díaz Gallego | 18/01/1995        | Espagne     | Delko                       |
| Alessandro Fedeli        | 02/03/1996        | Italie      | Delko                       |
| Pavel Kochetkov          | 07/03/1986        | Russie      | Gazprom-RusVelo             |
| Michael Kukrle           | 17/11/1994        | Tchéquie    | Elkov-Kasper                |
| Eirik Lunder             | 09/06/1999        | Norvège     | Gazprom-RusVelo (stagiaire) |
| Matteo Malucelli         | 20/10/1993        | Italie      | Androni Giocattoli-Sidermec |
| Denis Nekrasov           | 19/02/1997        | Russie      | Gazprom-RusVelo             |
| Artem Nych               | 21/03/1995        | Russie      | Gazprom-RusVelo             |
| Andrea Piccolo           | 23/03/2001        | Italie      | Astana-Premier Tech         |
| Petr Rikunov             | 24/02/1997        | Russie      | Gazprom-RusVelo             |
| Kevin Rivera             | 28/06/1998        | Costa Rica  | Bardiani CSF Faizanè        |
| Ivan Rovny               | 30/09/1987        | Russie      | Gazprom-RusVelo             |
| Christian Scaroni        | 16/10/1997        | Italie      | Gazprom-RusVelo             |
| Dmitry Strakhov          | 17/05/1995        | Russie      | Gazprom-RusVelo             |
| Mathias Vacek            | 12/06/2002        | Tchéquie    | Gazprom-RusVelo             |
| Ilnur Zakarin            | 15/09/1989        | Russie      | Gazprom-RusVelo             |

## Saisons précédentes
- RusVelo en 2014
- RusVelo en 2015
- Gazprom-RusVelo en 2016
- Gazprom-RusVelo en 2017
- Gazprom-RusVelo en 2018
- Gazprom-RusVelo en 2019